# Puche
Pour les articles homonymes, voir Puche (homonymie).
Puche, autrefois dénommée « Puche par Pange Moselle »  est un hameau de la commune d'Ogy en Moselle situé à environ quatre kilomètres à l’est de Metz.

## Toponymie
Pux (1404); Puixe (XVe siècle); Puzouch (1429); Puxe (1513); Puche (1756).
Les noms des villages de Puche et Puxe trouvent une origine dans le mot latin pusio, qui désigne le « puits ».

## Histoire
Le lieu est déjà mentionné en 1005 sous le nom de Puteos comme étant une annexe de la paroisse de Saint-Agnan. Le grand décimateur de l'Ordre Templier du « Petit Saint-Jean de Jérusalem » réside dans le château de la seigneurie. Se nommait Pluche en 1793.
La localité est à dominante rurale, avec la prépondérance de deux ou trois fermes. Historiquement, elle fut intégrée de 1870 à la fin de la Première Guerre mondiale, à l’État germanique d’alors. Comme la plupart des Lorrains, de nombreux habitants furent incorporés dans l’armée allemande à cette époque et combattirent notamment sur le front de l’Est durant la guerre de 1914-1918.
Comme toute la Moselle, Puche a beaucoup souffert durant les deux guerres. Les personnes mutilées étaient nombreuses durant les années 1950. On retrouve un monument aux morts allemands de la période 1870-1914 sur la route Metz - Saint-Aignan (Nationale 3), destiné aux enfants du pays.

## Démographie
| 1900 |
| ---- |
| 29   |

## Anecdotes
- Une croix scellée au mur d'une ferme, datant de 1858 porte le nom de Madeleine Renault épouse Sallerin.